# Diervilla rivularis
Diervilla rivularis là một loài thực vật có hoa trong họ Kim ngân. Loài này được Gatt. mô tả khoa học đầu tiên năm 1888.

## Hình ảnh

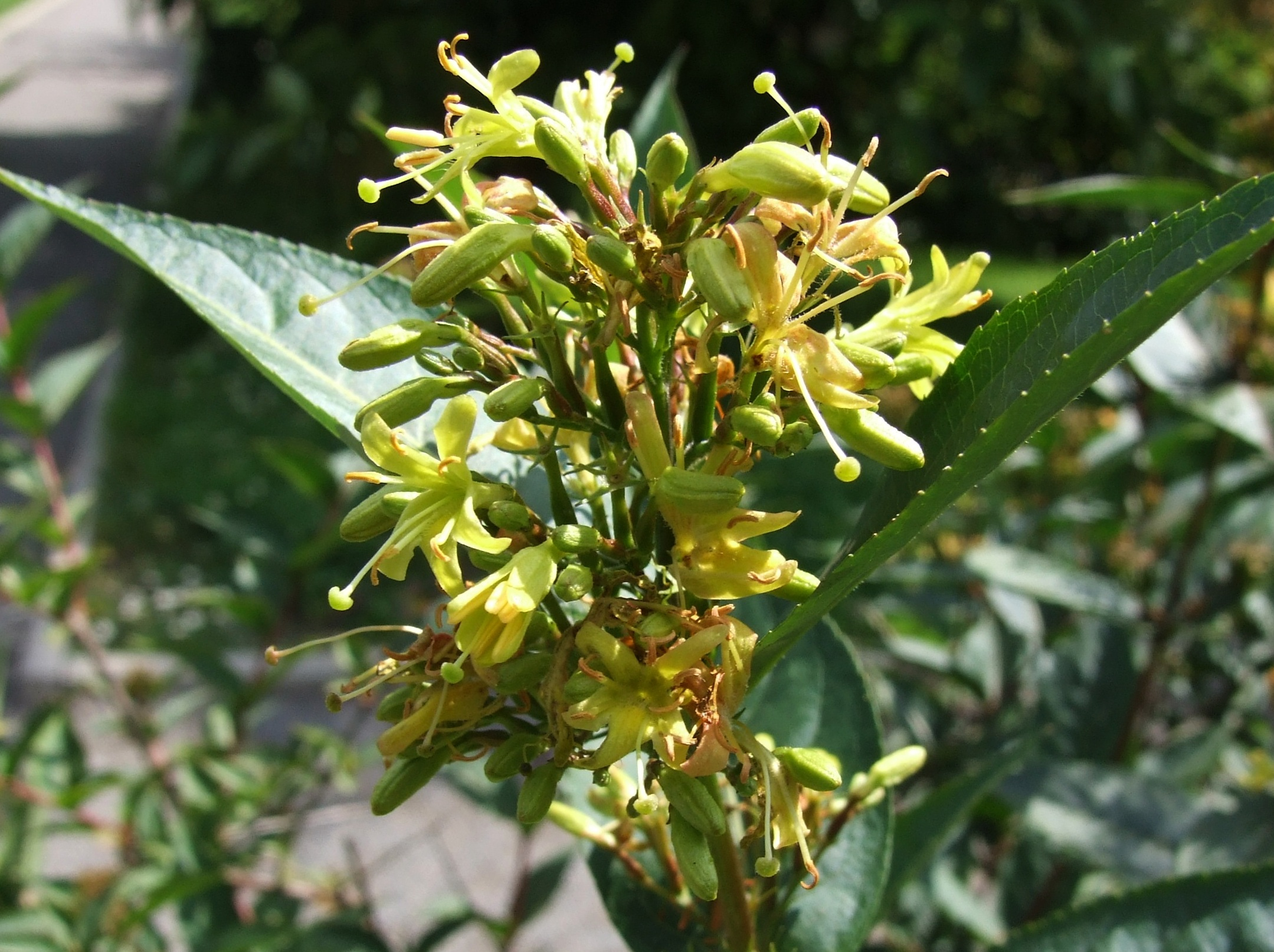